# جوفيال (لغة برمجة)
جوفيال (بالإنجليزية: JOVIAL)‏ هي لغة برمجة عالية المستوى شبيهة بلغة ألغول، متخصّصة لتطوير الأنظمة المضمنة (أنظمة الكمبيوترالمصمّمة لأداء وظيفة مخّصصة أو بضع وظائف، يتم تضمينها عادةً كجزء من جهاز أكبر وأكثر اكتمالاً، بما في ذلك الأجزاء الميكانيكية).
كانت لغة برمجة رئيسية وشائعة فترة الستينيات والسبعينيات.